# Bernhard Rübenach
Bernhard Rübenach (* 4. Mai 1927 in Koblenz; † 2005) war ein deutscher Rundfunkjournalist, Rundfunkautor und -regisseur.

## Leben
Rübenach kam 1950 zum Südwestfunk und war 1960 bis 1965 Hörspielleiter, 1965 bis 1969 Hauptabteilungsleiter Kultur, 1970 bis 1980 Programmchef des 2. Hörfunkprogramms und ab 1981 Hauptabteilungsleiter Kultur/Hörfunk. 1958 bis 1962 war er Gastdozent für Rundfunktheorie an der Hochschule für Gestaltung Ulm. Rübenach ist Herausgeber von „Begegnungen mit dem Judentum“ (1981); er schrieb Beiträge für Hörfunksendungen, Sendereihen und Hörspielbearbeitungen, Übersetzungen, Hörspielregie, Radiotheorie, Prosa und Lyrik in Anthologien und Zeitschriften. Von 1984 bis 1990 war Rübenach Jury-Mitglied des Peter-Huchel-Preises.

## Werke (Auswahl)
- Rom des Nordens: Trierer Bauwerke. Porta Nigra, Basilika, Dom und Liebfrauen. Paulinus-Verlag, Trier 1959, DNB 454220766.
- Schübe, Gedichte. Atelier-Verlag, Andernach 1979, ISBN 3-921042-20-8.
- Der rechte Winkel von Ulm. Ein Bericht über die Hochschule für Gestaltung 1958/59. Georg-Büchner-Buchhandlung, Darmstadt 1987, ISBN 3-925376-12-7.